# Garten München

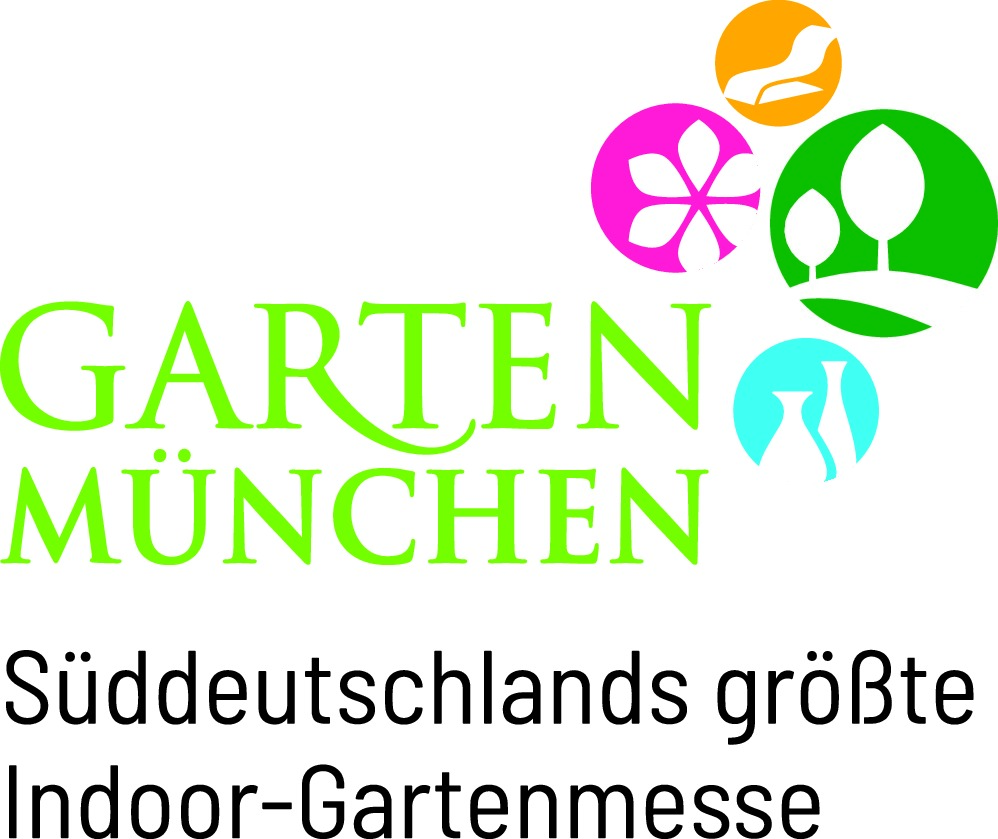
Logo Garten München

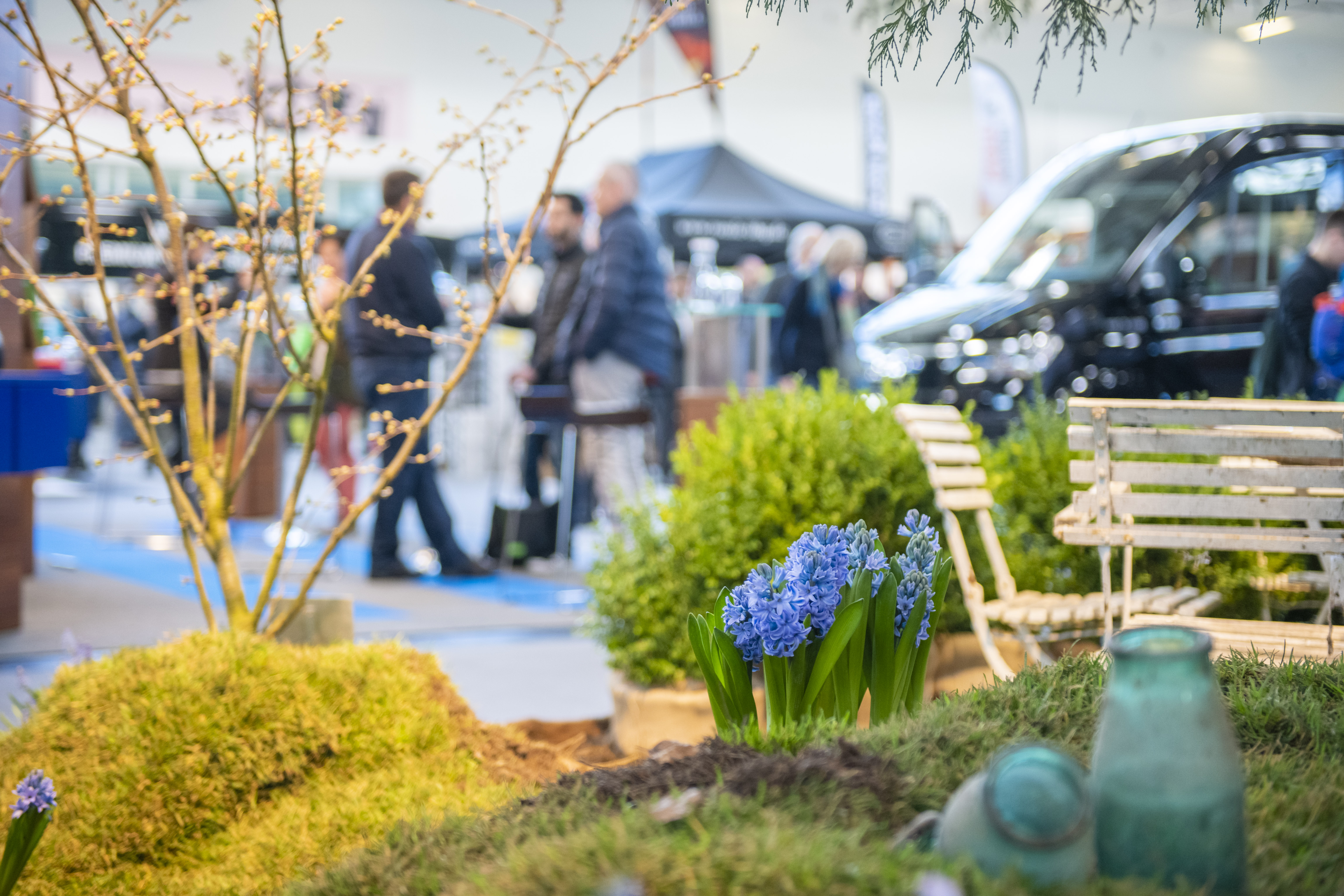
Messegeschehen auf der Garten München 2019

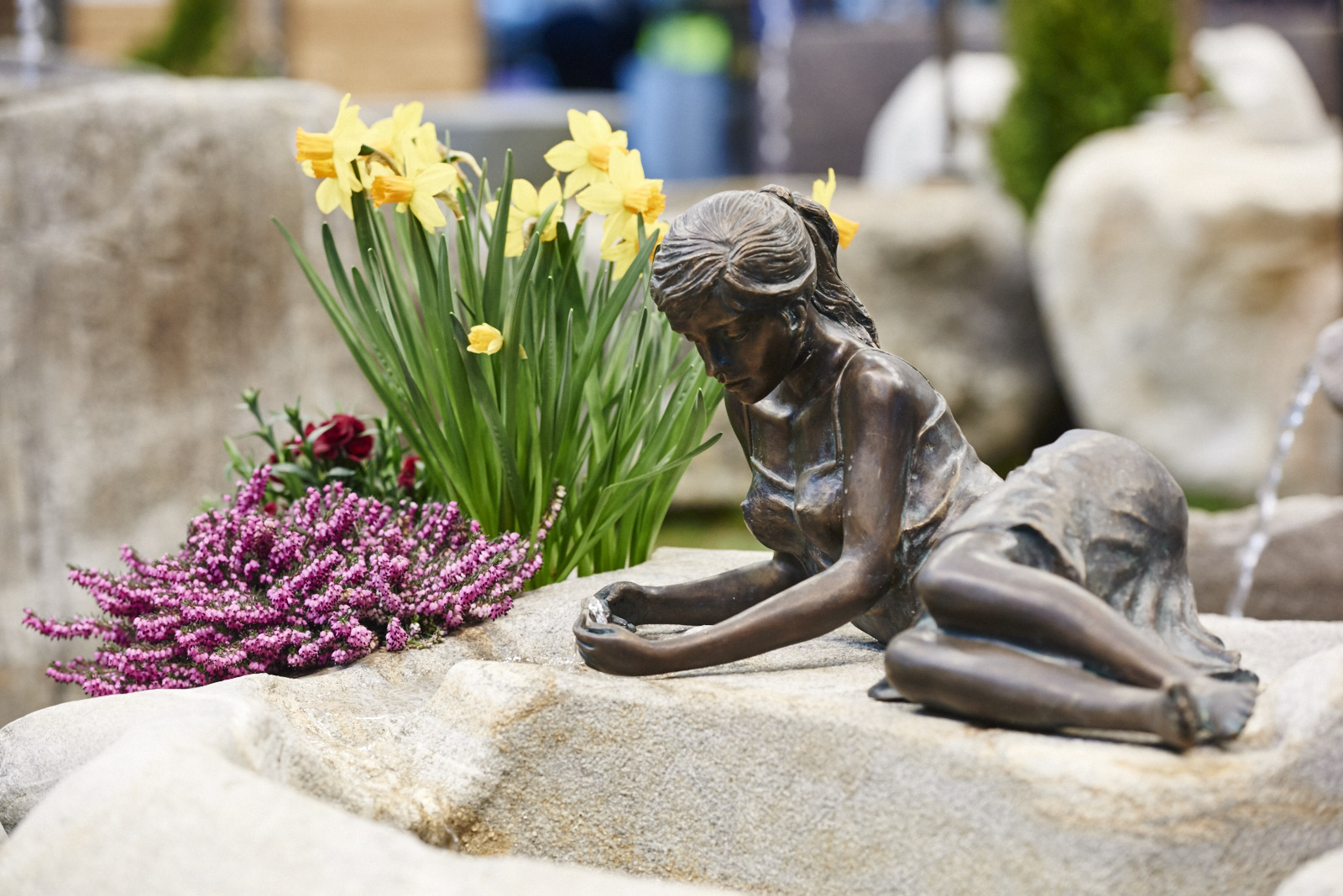
Impressionen Garten München 2019

Garten München ist Süddeutschlands Indoor-Gartenmesse, die seit 1995 jedes Frühjahr auf 10.000 m² Indoor-Gartenbereich von der Gesellschaft für Handwerksmessen mbH (GHM) veranstaltet wird. Das Portfolio umfasst ein breites Spektrum rund um Garten, Terrasse und Balkon sowie Pflanzen und Zubehör. Experten zeigen Trends für das schöne Wohnen draußen: Inspirationen zu Gestalten, Einrichten, Bepflanzen und Dekorieren. Dazu gibt es individuelle Beratung. Die Garten München richtet sich an Endverbraucher und findet parallel zur Internationalen Handwerksmesse auf dem Gelände der Messe München statt. 